# Bão táp gia nghiệp
Bão táp gia nghiệp (tên tiếng Hoa: 大醬園; tên tiếng Anh: The Dripping Sauce) là bộ phim truyền hình Hồng Kông lấy bối cảnh đầu thời kỳ dân quốc, ra mắt năm 2020 được sản xuất và phân phối bởi TVB. Phim có sự tham gia diễn xuất của dàn diễn viên chính bao gồm Chu Thần Lệ, Hà Quảng Bái và Cung Gia Hân cùng với các diễn viên phụ khác như Ngô Đại Dung, Cung Từ Ân, Ngô Nghiệp Khôn, Giang Gia Mẫn, Viên Văn Kiệt, Huỳnh Gia Lạc, Khang Hoa, Dương Trác Na, Lý Quốc Lân, Quách Thiếu Vân, Trịnh Tử Thành, Xa Uyển Uyển, Trần Gia Huy, Từ Vinh và Phàn Diệc Mẫn. Phim được sản xuất bởi Lương Tài Viễn với phần biên tập do Thang Kiện Bình đảm nhiệm.

## Nội dung
Xưởng nước tương Vạn Quán Viên rất nổi tiếng ở Phật Sơn, từ lâu đã có quy định chỉ truyền nghề cho nam, không truyền cho nữ. Trước sức ép của gia tộc, người đứng đầu xưởng – Vạn Khải Sơn (do Ngô Đại Dung đóng), phải dùng chiêu "trộm long tráo phụng" để giữ quyền điều hành. Tuy nhiên, trong quá trình tráo hài nhi, con gái ruột của ông bị trôi sông, thất lạc. Cô bé bất hạnh đó phải lớn lên trong kỹ viện, lấy tên Hạ Tiểu Mãn (do Chu Thần Lệ đóng). Còn đứa con trai may mắn được Sơn nhận nuôi, đặt tên Vạn Trác Phong (do Hà Quảng Bái đóng), càng lớn càng lêu lỏng, không tha thiết với cơ nghiệp của gia đình.
Mãn có em gái kết nghĩa, là Diệp Tế Yêu (do Cung Gia Hân đóng). Hai người cùng nhau trốn khỏi kỹ viện, làm lụng chắt chiu, mong có được cửa tiệm của riêng mình. Cơ duyên run rủi, một lần nọ, Mãn và Yêu vô tình giúp Vạn Quán Viên vượt qua đại nạn. Ông Sơn đành phá lệ, nhận hai cô vào học nghề để trả ơn.
Với tư chất thông minh và mạnh mẽ, Mãn hoàn thành tất cả các nhiệm vụ được giao, hóa giải nhiều vấn đề khó khăn ở Vạn gia. Cô rất hợp cạ với đại đệ tử của ông Sơn, là Hoa Ca (do Ngô Nghiệp Khôn đóng). Cả hai đều mong có ngày được công nhận tài năng, giao quyền quản lý xưởng. Trái lại, Phong ra sức quấy phá, khiến Mãn bao phen bực bội. Tính cách bốc đồng, trẻ con nhưng thật thà của Phong thu hút Yêu, khiến cô say đắm anh ngay từ lần gặp đầu tiên. Còn Ca đã yêu thầm Mãn, nhưng không dám thổ lộ vì tự ti về hoàn cảnh gia đình. Mối tình tay tư bắt đầu nảy nở.
Quan hệ tốt đẹp của bốn người họ dần rơi vào rắc rối khi vợ ông Sơn – Tịch Đức Dung (do Cung Từ Ân đóng), nhận nhầm Yêu là đứa con thất lạc năm xưa. Lòng tham và đố kỵ bỗng nhiên bị đánh thức, kèm theo đó là âm mưu chiếm đoạt kho báu, cố đưa Vạn Quán Viên vào con đường cùng...

## Diễn viên

### Nhà họ Vạn
| Diễn viên       | Vai diễn         | Miêu tả |
| --------------- | ---------------- | --- |
|                 | Vạn Lễ Tân       | Tổ tiên đời thứ 21 Một trong những người sống sót của triều đại nhà Tống Đầu bếp hoàng gia của Hoàng đế triều Tống, chịu trách nhiệm giữ các bảo vật Chạy trốn đến Quảng Đông cùng vị hoàng đế nhỏ tuổi, chôn giấu các bảo vật của nhà Tống dưới dinh thự của nhà họ Vạn Sau khi biết được nhà Nguyên và nhà Tống thất bại, ông quyết định thành lập Vạn Quán Viên Tổ tiên của Vạn Khải Sơn, Vạn Khải Thạch, Vạn Khải Xuyên, Vạn Khải Giang, Vạn Ngọc Oanh, Vạn Trác Nam, Vạn Trác Chương, Vạn Trác Du, Hạ Tiểu Mãn, Lưu Trúc Quân và Vạn Tiểu Quỳ |
| Ngô Đại Dung    | Vạn Khải Sơn     | Đại lão gia, Ông chủ Vạn, Ông chủ lớn Đại đương gia của Nhà họ Vạn Chủ lớn của Vạn Quán Viên Anh trai của Vạn Khải Thạch, Vạn Khải Xuyên, Vạn Khải Giang và Vạn Ngọc Oanh. Có mâu thuẫn với Vạn Khải Thạch và Vạn Khải Giang nhưng về sau đã hòa giải Chồng của Tịch Đức Dung Cha nuôi kiêm cha vợ của Vạn Trác Phong Cha ruột của Hạ Tiểu Mãn Bác của Vạn Trác Nam, Vạn Trác Chương và Vạn Trác Du Anh chồng của Triệu Linh Tố, Trương Tiếu Oánh và Nghiêm Anh Anh rể của Lưu Tinh Quyền Ông chủ của Khương Nhị Canh, sau trở thành anh rể của Khương Nhị Canh Bác của Lưu Trúc Quân Ông chủ của Tương Thiên Nga, sau trở thành sui gia của Tương Thiên Nga Sui gia của Hoa Trọng Kiên Ông của Vạn Tiểu Quỳ Bị bệnh tim Vì hiểu lầm Diệp Tế Yêu là con gái của mình nên ông đã nhận nuôi cô trong tập 10, nhưng về sau ông được biết rằng Hạ Tiểu Mãn mới chính là con ruột của mình Nhận lại Hạ Tiểu Mãn làm con trong tập 20 Trong tập 20, do sự thật về Hạ Tiểu Mãn và Vạn Trác Phong bị bại lộ nên ông phải từ chức đương gia của Nhà họ Vạn Trong tập 21, ông ra mắt chịu tội thay cho Vạn Trác Nam và bị bỏ tù ở tỉnh thành Sau nửa năm ở tù, ông được thả ra tù trong tập 26 và ở tạm trong nhà của Lữ Gia Nhân Ông được gặp lại Vạn Trác Phong trong tập 26 Trong tập 27, ông chết vì lên cơn đau tim khi tranh cãi với Cao Triệu Vinh |
| Cung Từ Ân      | Tịch Đức Dung    | Đại thái thái, Bà Vạn, Vạn phu nhân, A Dung, Dung Dung Đại phu nhân của Nhà họ Vạn Một người vợ tốt, một người mẹ tốt luôn biết chia sẻ với chồng Vợ của Vạn Khải Sơn Mẹ nuôi kiêm mẹ vợ của Vạn Trác Phong Mẹ ruột của Hạ Tiểu Mãn Chị dâu của Vạn Khải Thạch, Vạn Khải Xuyên, Vạn Khải Giang và Vạn Ngọc Oanh Dì của Vạn Trác Nam, Vạn Trác Chương và Vạn Trác Du Chị em dâu của Triệu Linh Tố, Trương Tiếu Oánh, Nghiêm Anh Bà chủ của Trần Ánh Tuyết Chị vợ của Lưu Tinh Quyền và Khương Nhị Canh Bác của Lưu Trúc Quân Ông chủ của Tương Thiên Nga, sau trở thành sui gia của Tương Thiên Nga Sui gia của Hoa Trọng Kiên Bà của Vạn Tiểu Quỳ Vì hiểu lầm Diệp Tế Yêu là con gái của mình nên bà đã nhận nuôi cô trong tập 10, nhưng trong tập 16 bà được biết rằng Hạ Tiểu Mãn mới chính là con ruột của mình qua lời của Hạ Đông Nhận lại Hạ Tiểu Mãn làm con trong tập 20 Trong tập 20, do sự thật về Hạ Tiểu Mãn và Vạn Trác Phong bị bại lộ nên bà phải từ chức đương gia phu nhân của Nhà họ Vạn Trong tập 23, sau khi dinh thự của Nhà họ Vạn rơi vào tay của Cao Triệu Vinh, bà đến ở tạm trong nhà của Lữ Gia Nhân và hỗ trợ Hạ Tiểu Mãn với Khương Nhị Canh làm tương để vực dậy thương hiệu Vạn Quán Viên Bà được gặp lại Vạn Trác Phong trong tập 25 Trong tập 29, bà cùng Hạ Tiểu Mãn phát hiện ra bí mật của tổ tiên trong con quay, sau đó bà đã ngăn cản cô trở về dinh thự của Nhà họ Vạn để đào kho báu được giấu bên dưới Trong tập 29, bà bị Cao Triệu Vinh bắn trọng thương để ép Hạ Tiểu Mãn tìm ra kho báu |
| Trịnh Tử Thành  | Vạn Khải Thạch   | Nhị lão gia, Ông chủ Vạn, Ông chủ thứ hai Nhị gia của Nhà họ Vạn Chủ thứ hai của Vạn Quán Viên Không thích làm việc tại Vạn Quán Viên Cha của Vạn Trác Nam Em của Vạn Khải Sơn Anh của Vạn Khải Xuyên, đã lừa Vạn Khải Xuyên khiến cả hai trở mặt với nhau nhưng cuối cùng đã hòa giải Anh của Vạn Khải Giang và Vạn Ngọc Oanh Chồng của Triệu Linh Tố Bác hai của Vạn Trác Chương và Vạn Trác Du Bác hai của Vạn Trác Phong và sau này trở thành bác vợ của Vạn Trác Phong Chú hai của Hạ Tiểu Mãn Em chồng của Tịch Đức Dung Anh chồng của Trương Tiếu Oánh và Nghiêm Anh Anh rể của Lưu Tinh Quyền và Khương Nhị Canh Bác hai của Lưu Trúc Quân Ông hai của Vạn Tiểu Quỳ Trong tập 20, lợi dụng việc sự thật của Hạ Tiểu Mãn và Vạn Trác Phong bị bại lộ, ông cùng Vạn Khải Giang đã thay phiên nhau trở thành đương gia của Nhà họ Vạn Trong tập 21, ông đã quyết định bán Vạn Quán Viên, trong tập 22, ông đã bán cho Liêu Hoài An nhưng thực chất người đứng đằng sau mua là Lưu Kính Nghiệp Trong tập 23, dinh thự của Nhà họ Vạn rơi vào tay của Cao Triệu Vinh, ông phải trở về nhà của Triệu Linh Tố nhưng bị đuổi đi Trong tập 24, ông trở về sống tạm tại nhà của Lữ Gia Nhân và hỗ trợ Hạ Tiểu Mãn với Khương Nhị Canh làm tương để vực dậy thương hiệu Vạn Quán Viên Có tính phản bội, bất chấp mọi thứ vì mục đích của mình và vô lương tâm |
| Xa Uyển Uyển    | Triệu Linh Tố    | Nhị thái thái, Bà Vạn Nhị phu nhân của Nhà họ Vạn Vợ của Vạn Khải Thạch Mẹ của Vạn Trác Nam Em dâu của Vạn Khải Sơn Chị dâu của Vạn Khải Xuyên, Vạn Khải Giang và Vạn Ngọc Oanh Dì hai của Vạn Trác Chương và Vạn Trác Du Thím hai của Vạn Trác Phong và sau này trở thành dì vợ của Vạn Trác Phong Thím hai của Hạ Tiểu Mãn Chị em dâu của Trương Tiếu Oánh và thường xuyên mâu thuẫn với nhau Chị em dâu của Tịch Đức Dung và Nghiêm Anh Chị vợ thứ hai của Lưu Tinh Quyền và Khương Nhị Canh Bác của Lưu Trúc Quân Bà hai của Vạn Tiểu Quỳ Bà chủ của Hồng Lăng Trong tập 20, lợi dụng việc sự thật của Hạ Tiểu Mãn và Vạn Trác Phong bị bại lộ, bà cùng Nghiêm Anh đã thay phiên nhau trở thành đương gia phu nhân của Nhà họ Vạn Trong tập 23, dinh thự của Nhà họ Vạn rơi vào tay của Cao Triệu Vinh, bà phải trở về nhà của mình nhưng lại bị đuổi đi Trong tập 24, bà trở về sống tạm tại nhà của Lữ Gia Nhân và hỗ trợ Hạ Tiểu Mãn với Khương Nhị Canh làm tương để vực dậy thương hiệu Vạn Quán Viên Rảnh rỗi, sống xa hoa và hung dữ |
| Trần Gia Huy    | Vạn Khải Xuyên   | Tam lão gia, Ông chủ Vạn, Ông chủ thứ ba Tam gia của Nhà họ Vạn Chủ thứ ba của Vạn Quán Viên Em của Vạn Khải Sơn và thường trách Vạn Khải Sơn đối xử không công bằng với mình Em của Vạn Khải Thạch và bị Vạn Khải Thạch lừa khiến cả hai trở mặt nhưng cuối cùng đã hòa giải Anh của Vạn Khải Giang và Vạn Ngọc Oanh Chồng của Trương Tiếu Oánh Con rể của Trương Phú Căn Anh rể của Trương Dũng Cha của Vạn Trác Chương Bác ba của Vạn Trác Nam và Vạn Trác Du Bác ba của Vạn Trác Phong và sau này trở thành bác vợ của Vạn Trác Phong Chú ba của Hạ Tiểu Mãn Em chồng của Tịch Đức Dung và Triệu Linh Tố Anh chồng của Nghiêm Anh Anh rể của Lưu Tinh Quyền và Khang Nhị Canh Bác ba của Lưu Trúc Quân Ông ba của Vạn Tiểu Quỳ Người làm của Lưu Kính Nghiệp, sau đó đã trở mặt nhưng cuối cùng đã hòa giải Trong tập 23, dinh thự của Nhà họ Vạn rơi vào tay của Cao Triệu Vinh, ông làm việc cho Phúc Vĩnh Xương và sống tại tiệm Bị nói lắp Rất tài năng trong việc làm nước tương Trung thành, trung thực và thẳng thắn |
| Quách Thiếu Vân | Trương Tiếu Oánh | Tam thái thái, Bà Vạn, A Oánh, Cá mặn muội (tên đặc biệt do Triệu Linh Tố đặt) Tam phu nhân của Nhà họ Vạn Con gái lớn của Trương Phú Căn Chị gái của Trương Dũng Vợ của Vạn Khải Xuyên Mẹ của Vạn Trác Chương Em dâu của Vạn Khải Sơn và Vạn Khải Thạch Chị dâu của Vạn Khải Giang và Vạn Ngọc Oanh Dì ba của Vạn Trác Nam, Vạn Trác Du và Hạ Tiểu Mãn Thím ba của Vạn Trác Phong sau trở thành dì vợ của Vạn Trác Phong Chị em dâu của Triệu Linh Tố và thường xuyên mâu thuẫn với cô Chị em dâu của Tịch Đức Dung và Nghiêm Anh Chị vợ thứ ba của Lưu Tinh Quyền và Khương Nhị Canh Bác của Lưu Trúc Quân Bà ba của Vạn Tiểu Quỳ Bà chủ của Dương Như Ý Trong tập 23, dinh thự của Nhà họ Vạn rơi vào tay của Cao Triệu Vinh, bà làm việc cho Phúc Vĩnh Xương và sống tại tiệm Trung thực và cam chịu |
| Từ Vinh         | Vạn Khải Giang   | Tứ lão gia, Ông chủ Vạn, Ông chủ thứ tư Tứ gia của Nhà họ Vạn Chủ thứ tư của Vạn Quán Viên / Ông chủ của Võ quán Em của Vạn Khải Sơn, Vạn Khải Thạch và Vạn Khải Xuyên Anh của Vạn Ngọc Oanh Chồng của Nghiêm Anh Cha của Vạn Trác Du Bác tư của Vạn Trác Nam, Vạn Trác Chương và Hạ Tiểu Mãn Bác tư của Vạn Trác Phong và sau này trở thành bác vợ của Vạn Trác Phong Em chồng của Tịch Đức Dung, Triệu Linh Tố và Trương Tiếu Oánh Anh rể của Lưu Tinh Quyền và Khương Nhị Canh Bác tư của Lưu Trúc Quân Ông tư của Vạn Tiểu Quỳ Trong tập 20, lợi dụng việc sự thật của Hạ Tiểu Mãn và Vạn Trác Phong bị bại lộ, ông cùng Vạn Khải Thạch đã thay phiên nhau trở thành đương gia của Nhà họ Vạn Trong tập 21, ông đã quyết định bán Vạn Quán Viên, trong tập 22, ông đã bán cho Liêu Hoài An nhưng thực chất người đứng đằng sau mua là Lưu Kính Nghiệp Trong tập 23, dinh thự của Nhà họ Vạn rơi vào tay của Cao Triệu Vinh, ông phải trở về nhà của Nghiêm Anh ở Thượng Hải nhưng sau đó biết được rằng Nghiêm Anh không có người thân ở Thượng Hải Trong tập 24, ông trở về sống tạm tại nhà của Lữ Gia Nhân và hỗ trợ Hạ Tiểu Mãn với Khương Nhị Canh làm tương để vực dậy thương hiệu Vạn Quán Viên Tính cách bốc đồng và biết võ thuật |
| Phàn Diệc Mẫn   | Nghiêm Anh       | Tứ thái thái, Bà Vạn Tứ phu nhân của Nhà họ Vạn Người Thượng Hải Vợ của Vạn Khải Giang Mẹ của Vạn Trác Du Em dâu của Vạn Khải Sơn, Vạn Khải Thạch và Vạn Khải Xuyên Chị dâu của Vạn Ngọc Oanh Dì tư của Vạn Trác Nam, Vạn Trác Chương và Hạ Tiểu Mãn Thím tư của Vạn Trác Phong sau trở thành dì vợ của Vạn Trác Phong Chị em dâu của Tịch Đức Dung, Triệu Linh Tố và Trương Tiếu Oánh Chị vợ thứ tư của Lưu Tinh Quyền và Khang Nhị Canh Bác của Lưu Trúc Quân Bà tư của Vạn Tiểu Quỳ Bà chủ của Lữ Xảo Nhi Trong tập 20, lợi dụng việc sự thật của Hạ Tiểu Mãn và Vạn Trác Phong bị bại lộ, bà cùng Triệu Linh Tố đã thay phiên nhau trở thành đương gia phu nhân của Nhà họ Vạn Trong tập 23, dinh thự của Nhà họ Vạn rơi vào tay của Cao Triệu Vinh, bà phải trở về nhà của mình ở Thượng Hải nhưng sự thật là bà không có người thân ở Thượng Hải Trong tập 24, bà trở về sống tạm tại nhà của Lữ Gia Nhân và hỗ trợ Hạ Tiểu Mãn với Khương Nhị Canh làm tương để vực dậy thương hiệu Vạn Quán Viên Giọng nói điệu đà, thường mặc đồ của phương Tây, keo kiệt |

## Ký sự
- Ngày 14 tháng 3 năm 2019: Tổ chức họp báo.[2][3][4]

## Giai thoại
- Đây là bộ phim cuối cùng của Lương Tài Viễn trong vai trò nhà sản xuất tại TVB.[5]

## Xếp hạng
| Tuần | Tập phim | Ngày phát sóng                | Số điểm    | Số điểm  | Ghi chú |
| Tuần | Tập phim | Ngày phát sóng                | Trung bình | Cao nhất | Ghi chú |
| ---- | -------- | ----------------------------- | ---------- | -------- | ------- |
| 1    | 1 - 5    | 20 tháng 1 - 24 tháng 1, 2020 | 22 điểm    | 24 điểm  |         |
| 2    | 6 - 10   | 27 tháng 1 - 31 tháng 1, 2020 | 23 điểm    | 26 điểm  |         |
| 3    | 11 - 15  | 3 tháng 2 - 7 tháng 2, 2020   | 27 điểm    | 29 điểm  |         |
| 4    | 16 - 20  | 10 tháng 2 - 14 tháng 2, 2020 | 30 điểm    | 31 điểm  |         |
| 5    | 21 - 25  | 17 tháng 2 - 21 thàng 2, 2020 | 31 điểm    | 32 điểm  |         |
| 6    | 26 - 30  | 24 tháng 2 - 28 tháng 2, 2020 | 33 điểm    | 37 điểm  |         |
| Tổng | Tổng     | Tổng                          | 28 điểm    | 37 điểm  |         |